# 蒲公英 (電視劇)
《蒲公英》是一部2004年首播的中國大陸都市情感電視劇，改編自解嬿嬿的同名小説，由雲南電視劇製作中心、上海影視有限公司出品，胡歌、孫莉、關穎、袁弘等主演。

## 故事簡介
夏冰和夏雪是一對感情要好的雙胞胎姊妹，父母離異後，夏冰隨父親住在大連，夏雪則與母親同住台東，因兩岸通訊困難逐漸失去聯繫。多年後，夏冰成了腦科醫師，夏雪則在讀完大學後與丈夫程灝一同養育女兒曉彤。
某一天，程灝出差前往大連，卻在機場發生車禍，送醫後被夏冰救起，醒來卻失去了所有記憶，夏冰想起往日種種磨難，對眼前的神祕男子感到憐憫與好奇；於此同時，久久聯繫不上丈夫的夏雪決定前往大連踏上尋夫之旅…。

## 主要角色
| 演員 | 角色   | 介紹                               |
| 孫莉 | 夏冰   | 雙胞胎姊姊。                       |
| 關穎 | 夏雪   | 雙胞胎妹妹。                       |
| 胡歌 | 程灝   | 海歸農業學博士，與夏雪相戀後結婚。 |
| 袁弘 | 汪博深 | 夏冰的醫生同事，喜歡夏冰。         |

## 其他角色
| 演員   | 角色           | 介紹                                                           |
| 谭耀文 | 夏仲文（青年） | 夏冰和夏雪的父親。                                             |
| 陶澤如 | 夏仲文（老年） | 夏冰和夏雪的父親。                                             |
| 潘儀君 | 趙向晴         | 夏冰和夏雪的母親。                                             |
| 龍劭華 | 張石開         | 趙向晴的丈夫，夏雪的繼父。                                     |
| 劉笑   | 趙全           | 夏冰的追求者，夏冰絕望之時依靠他，卻因犯罪連累夏冰導致她流產。 |
| 張珵容 | 程曉彤         | 夏雪和程灝的女兒。                                             |

## 外部連結
- 豆瓣电影上《蒲公英》的資料 （简体中文）
- 互联网电影数据库（IMDb）上《蒲公英》的资料（英文）